# Normalvektor
En normalvektor er en vektor, der er normal i forhold til en anden vektor. I planen og det tredimensionale rum vil dette sige vinkelret på den anden vektor, men begrebet kan let generaliseres til flere dimensioner end tre.
I tre dimensioner kan man for to vektorer {\displaystyle {\vec {a}}=(a_{1},a_{2},a_{3})} og {\displaystyle {\vec {b}}=(b_{1},b_{2},b_{3})} beregne en fælles normalvektor vha. deres krydsprodukt:
{\displaystyle {\vec {n}}={\vec {a}}\times {\vec {b}}={\begin{pmatrix}a_{2}\cdot b_{3}-a_{3}\cdot b_{2}\\a_{3}\cdot b_{1}-a_{1}\cdot b_{3}\\a_{1}\cdot b_{2}-a_{2}\cdot b_{1}\end{pmatrix}}}
Denne normalvektoren har en længde, der er lig arealet af det parallelogram, som de to vektorer udspænder. Se en nærmere forklaring på siden om krydsprodukt.

## Planens ligning
En normalvektor kan benyttes i forbindelse med bestemmelse af en ligning for en plan i tre dimensioner. En plan kan beskrives som en mængde af uendeligt mange punkter bredt ud på en uendelig stor flade, og man kan således beskrive planen som alle de punkter {\displaystyle P} hvor skalarproduktet mellem normalvektoren og vektor fra et andet punkt i planen {\displaystyle P_{0}} til dette punkt {\displaystyle P} til er nul. Dette kommer af at at normalvektoren står vinkelret på planen, samt at skalarproduktet mellem to vinkelrette vektorer (en vinkel på 90 grader) giver nul, da {\displaystyle \cos(90)=0}. Dette er altså en helt generel beskrivelse af samtlige punkter i en uendeligt stor flade, da der ikke er lagt nogle yderligere bånd på denne definition. Matematisk kan dette udtrykkes ved:
{\displaystyle \{P\mid {\vec {n}}\cdot {\overrightarrow {P_{0}P}}=0\}}
Hvis vi definerer {\displaystyle P=(x,y,z)} og {\displaystyle P_{0}=(x_{0},y_{0},z_{0})}, og og normalvektoren som {\displaystyle {\vec {n}}=(a,b,c)}, bliver {\displaystyle {\overrightarrow {P_{0}P}}=(x-x_{0},y-y_{0},z-z_{0})}, og ud fra definitionen af skalarproduktet samt førnævnte definition på planen bliver planens ligning:
{\displaystyle {\vec {n}}\cdot {\vec {P_{0}P}}=a\cdot (x-x_{0})+b\cdot (y-y_{0})+c\cdot (z-z_{0})=ax+by+cz+d=0},
hvor {\displaystyle d=-a\cdot x_{0}-b\cdot y_{0}-c\cdot z_{0}}. Man gør altså brug af normalvektorens koordinater når man beskriver planen med en ligning.